# 馬斯特里爾斯

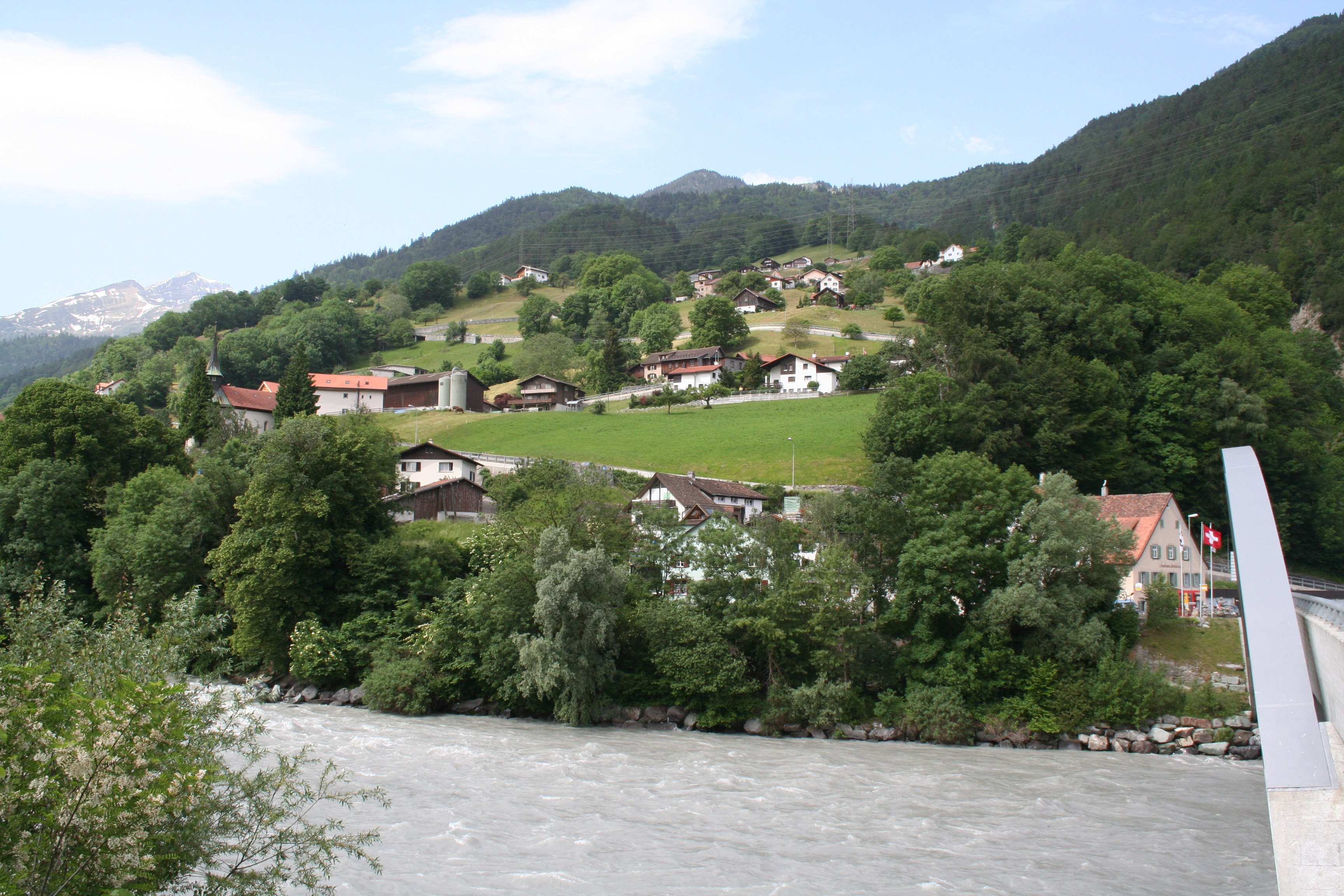

馬斯特里爾斯是瑞士的城鎮，位於該國東部，由格勞賓登州負責管轄，面積7.98平方公里，海拔高度550米，2011年人口556，人口密度每平方公里70人。

## 外部連結
- Official Web site （页面存档备份，存于）